# Paul Arrighi (avocat)
Pour l’article homonyme, voir Paul Arrighi.
Paul Arrighi, né le 19 septembre 1895 à Ville-d’Avray (Hauts-de-Seine) et mort le 11 avril 1976 dans le 8e arrondissement de Paris, est un avocat et résistant, français qui fut de 1959 à 1961 bâtonnier de l'ordre des avocats de Paris.

## Biographie
Né le 19 septembre 1895 à Ville-d'Avray, Paul Arrighi est le descendant d'une lignée d'avocats d'origine corse : son père Pierre Alexandre Arrighi et son grand-père Antonio Arrighi furent tous deux avocats à la cour d'appel de Paris,,. Après des études au lycée Louis-le-Grand et une licence de droit, il s'engage volontairement au début de la Première Guerre mondiale, d'abord dans la cavalerie puis dans l’aviation de chasse au sein notamment de l'escadrille des Cigognes, engagement durant lequel il reçoit cinq citations.
Parvenu au grade de sergent, il est réformé pour blessures graves en 1919 avec un taux de 70 % d'invalidité, ayant perdu son œil droit et ses dents. En 1921, il est diplômé de l’École libre des sciences politiques et devient avocat au barreau de Paris. En 1936, il est élu maire de Moulins-sur-Ouanne, mandat qu'il conservera jusqu'à sa mort en 1976. En 1939, il s'engage à nouveau volontairement et est affecté à l’état-major de la 1ère armée, avant de devenir membre des réseaux de résistance « La France combattante » et « Buckmaster », puis chef national de « Ceux de la Résistance. »
Le 30 octobre 1943, il est interné par la Gestapo à la prison de Fresnes puis déporté au camp de Mauthausen : son fils Pierre Arrighi, arrêté le 19 novembre suivant et envoyé au même endroit, y meurt le 5 août 1944 à vingt-trois ans. Après sa libération, il est en juillet 1945 l'un des quarante-sept représentants des prisonniers et déportés au titre de la Résistance métropolitaine au sein de l'Assemblée consultative provisoire. 
Le 31 juillet 1945, au cours de la huitième audience du procès du maréchal Pétain, Paul Arrighi est l'un des deux témoins ayant spontanément demandé à déposer et évoque devant la cour des éléments relatifs à sa déportation : 

« Mes cheveux gris m'ont valu d'être le confident de beaucoup de jeunes hommes [...] Ils sont morts, plus malheureux que les déportés des autres pays, car, au moment d'expirer, ils se sont souvenus qu'ils avaient été arrêtés et livrés par la police du Maréchal. »

En 1959, il devient pour deux ans bâtonnier de l'ordre des avocats de Paris. Il est élu en 1963 au sixième fauteuil de l'Académie des sciences morales et politiques.
Outre son mandat de maire de Moulins-sur-Ouanne, il fut de 1958 à 1970 conseiller général du canton de Toucy et président du conseil général de l’Yonne. Parmi ses plaidoiries les plus notoires figurent celles prononcées en faveur du comte de Civry dans l'affaire de la succession de duc de Brunswick l'opposant à la ville de Genève, du général Maurice Challe lors du procès du putsch des généraux en 1961 ou de l'éditeur Jérôme Lindon la même année, poursuivi pour « provocation à la désobéissance » à la suite de la publication d'ouvrages dénonçant l'utilisation de la torture et relatant des récits de désertion. Il fut également avocat de la société des gens de lettres.
Il meurt le 11 avril 1976 dans le 8e arrondissement de Paris.

## Distinctions

### Décorations
- Grand officier de la Légion d'honneur (1973)[9]
- Médaille militaire[7]
- Croix de guerre 1914–1918[7]
- Croix de guerre 1939–1945[7]
- Médaille de la Résistance française avec rosette[18]
- Commandeur de l'ordre des Arts et des Lettres[7] (1970)

### Prix
- Il obtient en 1927 le prix Jacques Sabatier[15],[19].

### Toponymie
- La rue principale de la commune de Moulins-sur-Ouanne, dont il fut maire durant quarante ans, porte son nom[11].

## Publications
- Paul Arrighi avec l'ordre des avocats à la Cour de Paris, Le Cent cinquantenaire du rétablissement du Barreau de France, Paris, imprimerie du Palais, 1960, 128 p.[20]
- Paul Arrighi, Discours prononcés par M. le bâtonnier Paul Arrighi,le 12 novembre 1959 à la mémoire des avocats à la cour de Paris morts en 1958-1959, et le 28 novembre 1959 à la séance solennelle de rentrée de la conférence des avocats à la Cour de Paris, Paris, imprimerie du Palais, 1960, 99 p.[21]
- Paul Arrighi, Discours prononcé par M. le bâtonnier Paul Arrighi, le 14 novembre 1960, à la mémoire des avocats à la Cour de Paris, morts au cours de l'année judiciaire 1959-1960, Paris, imprimerie du Palais, 1961, 63 p.[22]
- Paul Arrighi, Notice sur la vie et les travaux de Joseph Hamel (1889-1962), par M. Paul Arrighi lue durant la séance du 17 mai 1965 de l'Académie des sciences morales et politiques, Paris, imprimerie Firmin-Didot et Cie, 1965, 22 p.[23]

### Sources
- Albert Brunois, Notice sur la vie et les travaux de  Paul Arrighi (1895-1976) lue dans la séance du 23 mai 1978, Paris, Institut de France, 1978, 16 p.
- Paul Champetier de Ribes, Discours prononcé à la séance solennelle de rentrée de la conférence des avocats à la Cour de Paris le 26 janvier 1980, Paris, Barreau de Paris, 1980, 19 p.